# Matvej Zoebov
Matvej Zoebov (Russisch: Матвей Зубов; 22 januari 1991) is een Russisch baan- en wegwielrenner.

## Carrière
Als junior werd Zoebov in 2009, samen met  Konstantin Koeperasov, Viktor Manakov en Ivan Savitski, zowel Europees als wereldkampioen ploegenachtervolging. Eerder dat jaar had hij de tweede etappe van de Vredeskoers gewonnen.
In 2011 werd Zoebov, achter Vjatsjeslav Koeznetsov, tweede op het nationale kampioenschap op de weg bij de beloften. In diezelfde categorie werd hij een jaar later Europees kampioen ploegenachtervolging, ditmaal met Nikolaj Zjoerkin, Manakov en Savitski.
In 2015 won Zoebov de laatste etappe van de Vijf ringen van Moskou. Twee jaar later won hij opnieuw een etappe in die Russische etappekoers, ditmaal de tweede.

## Baanwielrennen

### Palmares
| Jaar     | RK       | EK                                | WK                                | Overig   |
| Junioren | Junioren | Junioren                          | Junioren                          | Junioren |
| -------- | -------- | --------------------------------- | --------------------------------- | -------- |
| 2009     |          | Ploegenachtervolging, Puntenkoers | Ploegenachtervolging, Puntenkoers |          |
| Beloften |          |                                   |                                   |          |
| 2012     |          | Ploegenachtervolging              |                                   |          |

## Wegwielrennen

### Overwinningen
2009
2e etappe Vredeskoers, Junioren
2015
4e etappe Vijf ringen van Moskou
2017
2e etappe Vijf ringen van Moskou

## Ploegen
- 2010 –  Katjoesja Continental Team (tot 20-8)
- 2012 –  RusVelo
- 2013 –  Itera-Katjoesja
- 2014 –  Russian Helicopters

Arguelyes · Chatoentsev · Firsanov · Jersjov · Jeskov · Kajkov · Klimov · I. Kovaljov · J. Kovaljov · Kozontsjoek · Krasnov · Markov · Manakov · Mironov · Ovetsjkin · Rovny · Savitski · Serov · Troesov · Valinin · Zoebov
Andrejev · Antonov · Grigoriev · Jevtoesjenko · Koerbatov · Koestadintsjev · Komin · I. Kovaljov · J. Kovaljov · Leonov · Lobanov · Nytsj · Savitski · Sazanov · Tsjoersin · Zoebov